# Menhir de Kerbriand
Le « menhir » de Kerbriand est situé sur la commune de Penvénan, dans le département français des Côtes-d'Armor.

## Description
Le bloc d'origine a été débité en deux parties qui ont été réutilisées  pour marquer l'entrée d'un champ. Les deux fragments sont distants de 2,50 m, ils mesurent environ 1 m de hauteur en moyenne. Si les deux blocs étaient réunis, la pierre mesurerait environ 2,15 m de hauteur pour une largeur à la base de 0,55 m, avec un sommet légèrement bombé. La régularité du bloc d'origine pourrait indiquer qu'il s'agissait à l'origine d'une stèle gauloise plutôt que d'un menhir.
La pierre n'est d'ailleurs pas mentionnée dans l'inventaire de Gaston de la Chénelière en 1880, ni dans celui de A. L. Harmois en 1912.